# 三门峡水利枢纽
三门峡水利枢纽工程是中華人民共和国建立后在黄河中上游段建设的第一座大型水利工程项目，其连接河南省三门峡市及山西省平陆县。工程于1957年4月动工，1961年4月基本建成投入运用。有时也称为三门峡大坝、三门峡水库。坝体上有“黄河安澜，国泰民安”八个镶红色大字。坝后石柱即为“中流砥柱”中的砥柱石。
三门峡大坝每年10月至次年6月非汛期正常运作时，库区面积约200平方公里，深秋至每年初春野鸭成群，大雁结队，还有白天鹅造访。6月至10月份，大坝泄洪放水，蔚为壮观。

## 历史

### 初期规划（1935年至1955年）
- 1935年國民政府黃河水利委員會委員長兼總工程師李儀祉提議在潼關至孟津河段，選擇適當地點修建蓄洪水庫，他和來自挪威的水利工程師安立森（S.Elisson ）經實地考察，發表了三門峽、八里胡同和小浪底三個壩址的勘查報告。
- 1937年至1945年抗日戰爭爆發，三門峽地區落入日本人之手。在此期間，侵華日軍東亞研究所提出興建三門峽水電站的计划。
- 1946年國民政府聘請美國專家組成黃河顧問團往三門峽實地考察三門峽。顧問團的4位美國專家雷巴德、約翰·L·薩凡奇、葛羅同（J.P. Growdon）、柯登（John S. Cotton）提出的報告認為三門峽建庫發電，對潼關以上的農田淹沒損失太大，又是無法彌補的，建議壩址改到三門峽以下100公里處的八里胡同。其首要任務在防洪而非發電。
- 1950年7月，中華人民共和國首任水利部長傅作義率領張含英、張光斗、馮景蘭和蘇聯專家布可夫等勘察了潼關至孟津河段，提出應修建潼孟段水庫，壩址可選擇在三門峽或王家灘。
- 1951年出現了反對興建三門峽水壩的聲音，主要是在黃河幹流修建大水庫，困難太大，而且國家的經濟狀況和技術條件不允許，於是轉向支流水庫的研究，三門峽水庫计划被放棄。
- 1952年上半年，經過深入的勘察和研究，水利專家認為黃河支流水庫控制性差，花錢多，效益小，不理想，仍需從黃河主幹流入手。同時，燃料工業部水力發電建設總局力主在黃河主幹流上建設大型水電站。
- 1952年5月，黃委會主任王化雲、水力發電建設總局副局長張鐵錚和蘇聯專家格里柯洛維奇等勘察三門峽後，認為能夠建設高壩，主張把三門峽水庫蓄水位提高到360米，用一部分庫容攔沙。此間另一種意見則是壩址下移到八里胡同建沖沙水庫，利用該處的峽谷地形沖沙，且可避免淹沒關中平原。但是，經過計算，八里胡同沖沙水庫難以實現，而三門峽水庫淹沒損失太大，受到主要淹沒區的陝西省的強烈反對。
- 1952年下半年，黃委會轉而研究淹沒較少的邙山水庫方案。
- 1952年10月，中國共產黨中央委員會主席毛澤東視察黃河，黃委會主任王化雲彙報邙山方案。這標誌著第二次放棄了三門峽水庫計畫。
- 1953年2月，經研究，邙山水庫仍然需投資10億元以上，移民15萬人，且沒有綜合利用效益，於是王化雲向毛澤東彙報了三門峽建庫方案以及整個黃河的治理方策。其後，中華人民共和國水利部批示：要迅速解決防洪問題，花錢不能超過5億元，淹沒不能超過5萬人。由於興建遠遠超出這一限制，三門峽水庫第三次被擱置。
- 1954年1月，蘇聯電站部派出以列寧格勒水電設計分院（以下簡稱列院）專家為主的蘇聯專家綜合組，幫助中華人民共和國制定治理和開發黃河規劃。列院副總工程師A.A.柯洛略夫。經過近兩個月的實地考察，讚賞三門峽是一個難得的好壩址[2]，對於其淹沒損失大的問題，柯洛略夫說：「任何一個壩址……為了調節洪水所必需的庫容，都是用淹沒換來的。」
- 1954年4月，水利部成立了黃河規劃委員會。
- 1954年10月，黃河規劃委員會完成了《黃河綜合利用規劃技術經濟報告》的編制工作，選定了黃河三門峽水利樞紐為實施黃河規劃的第一期重點工程。確定了三門峽水庫正常高水位350米，總庫容360億立方米。

### 1955年至1990年[1]

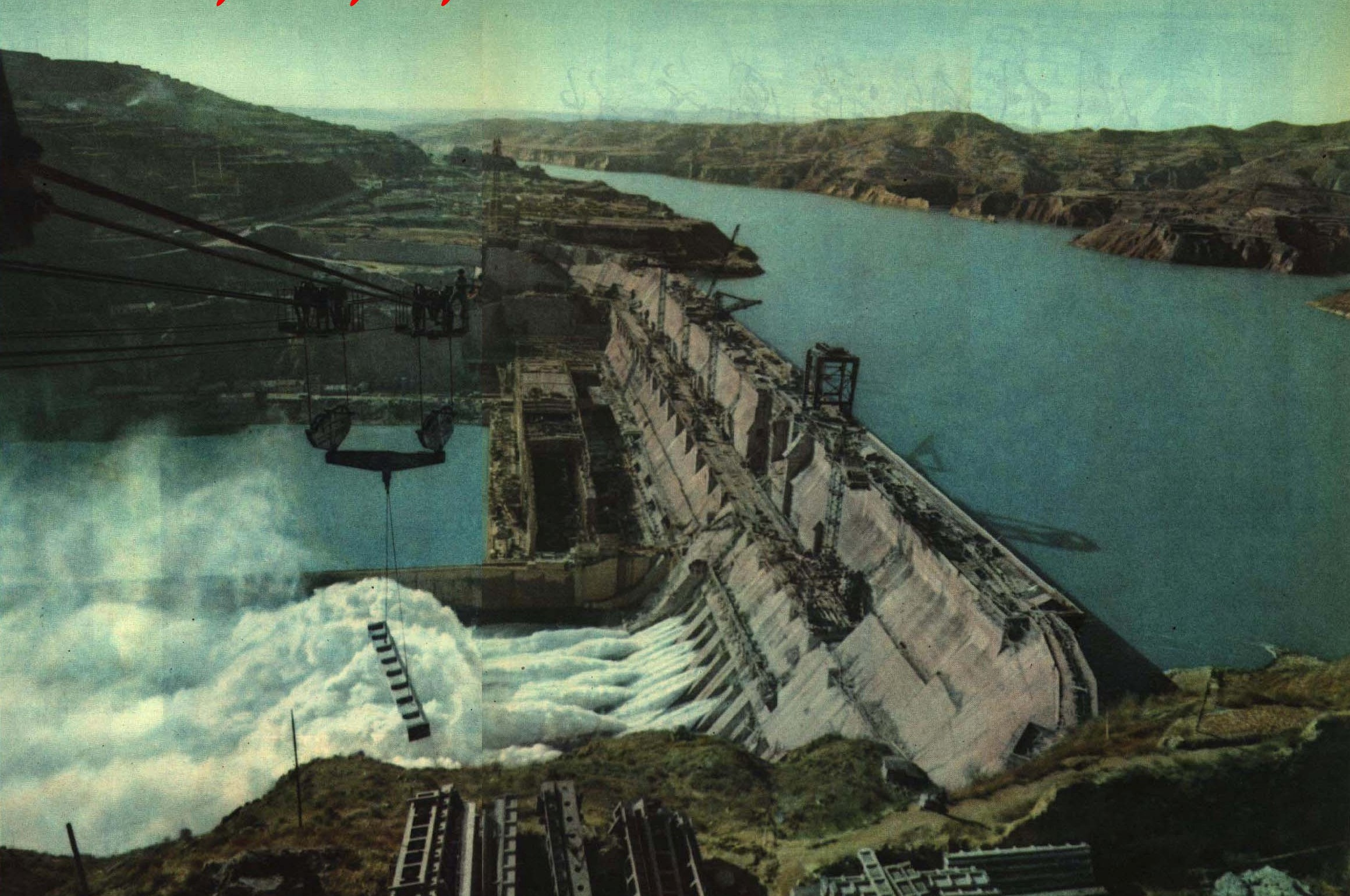
1962年 三门峡水利工程

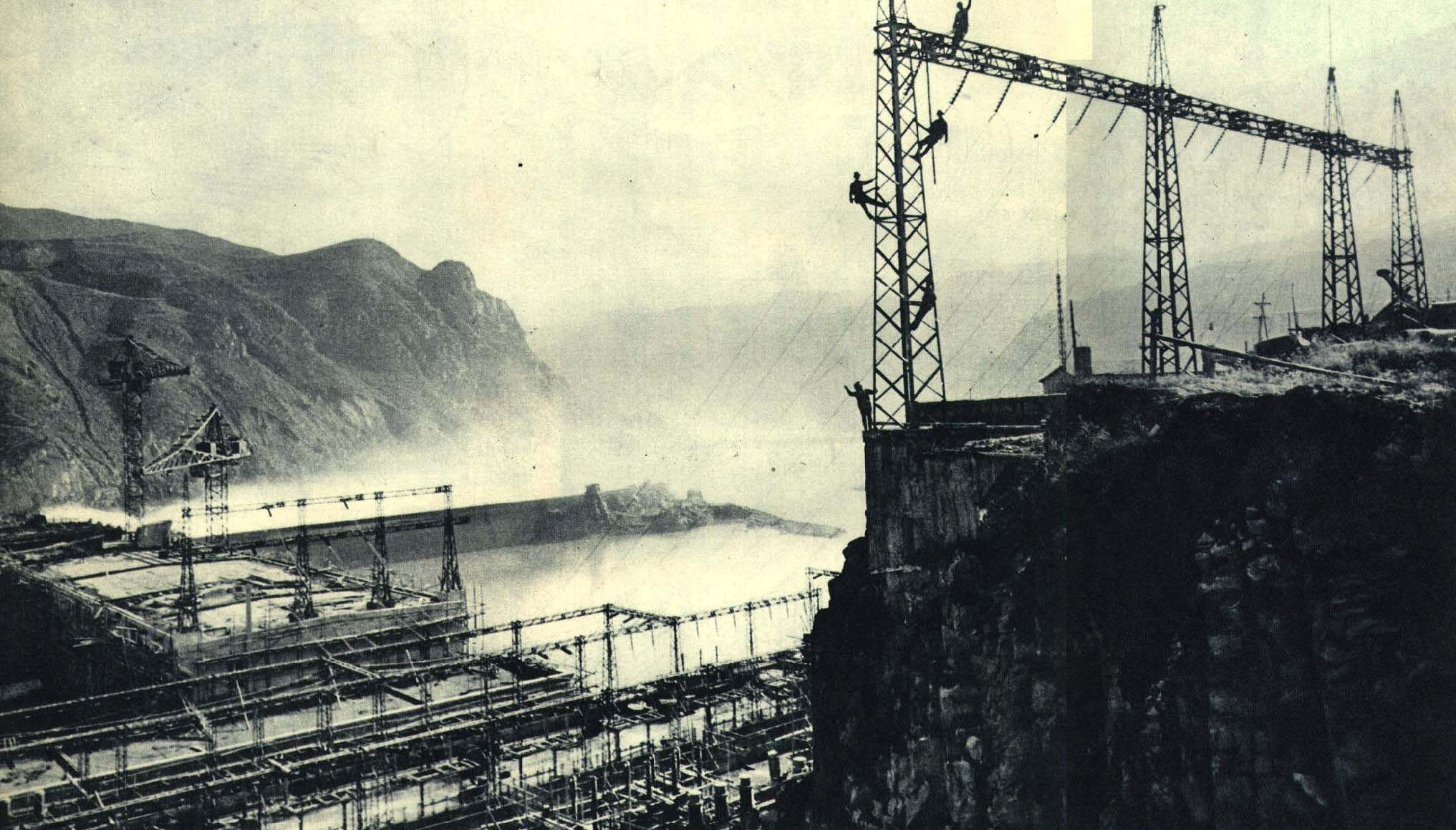
1962年 三门峡水利工程

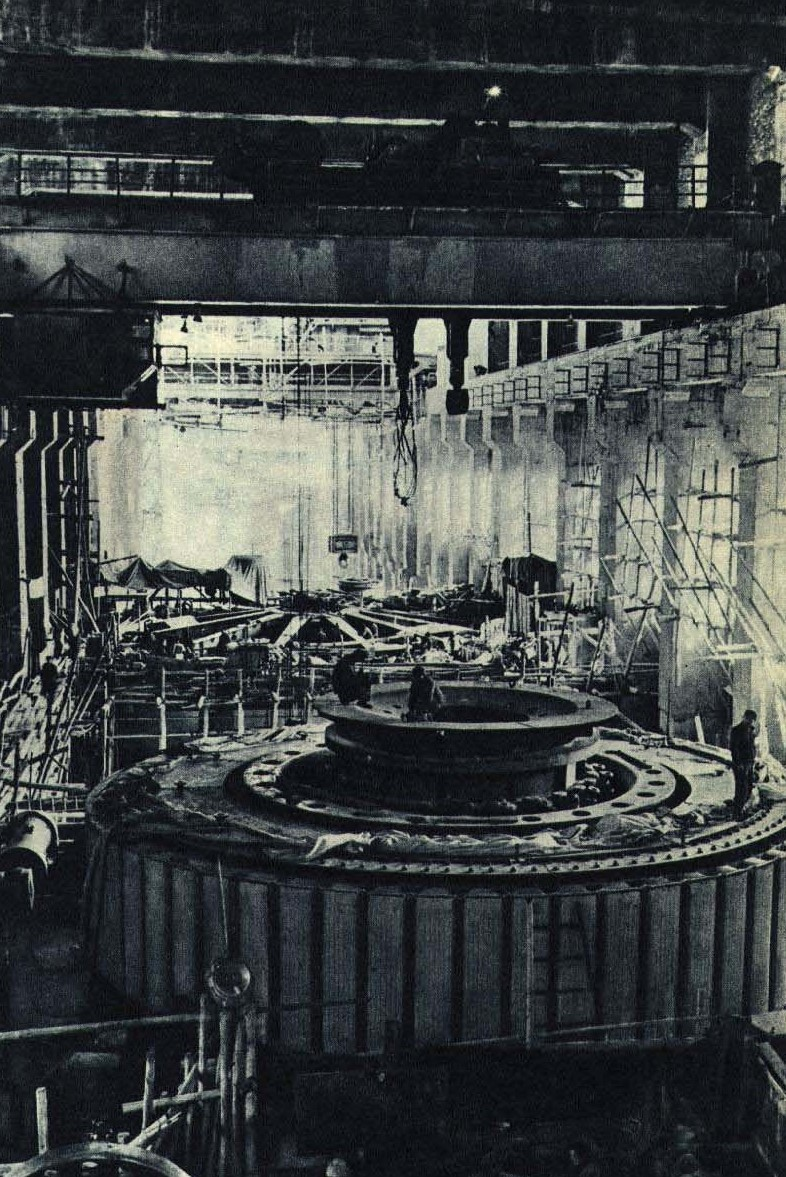
1962-03 1962年 三门峡水利工程发电组

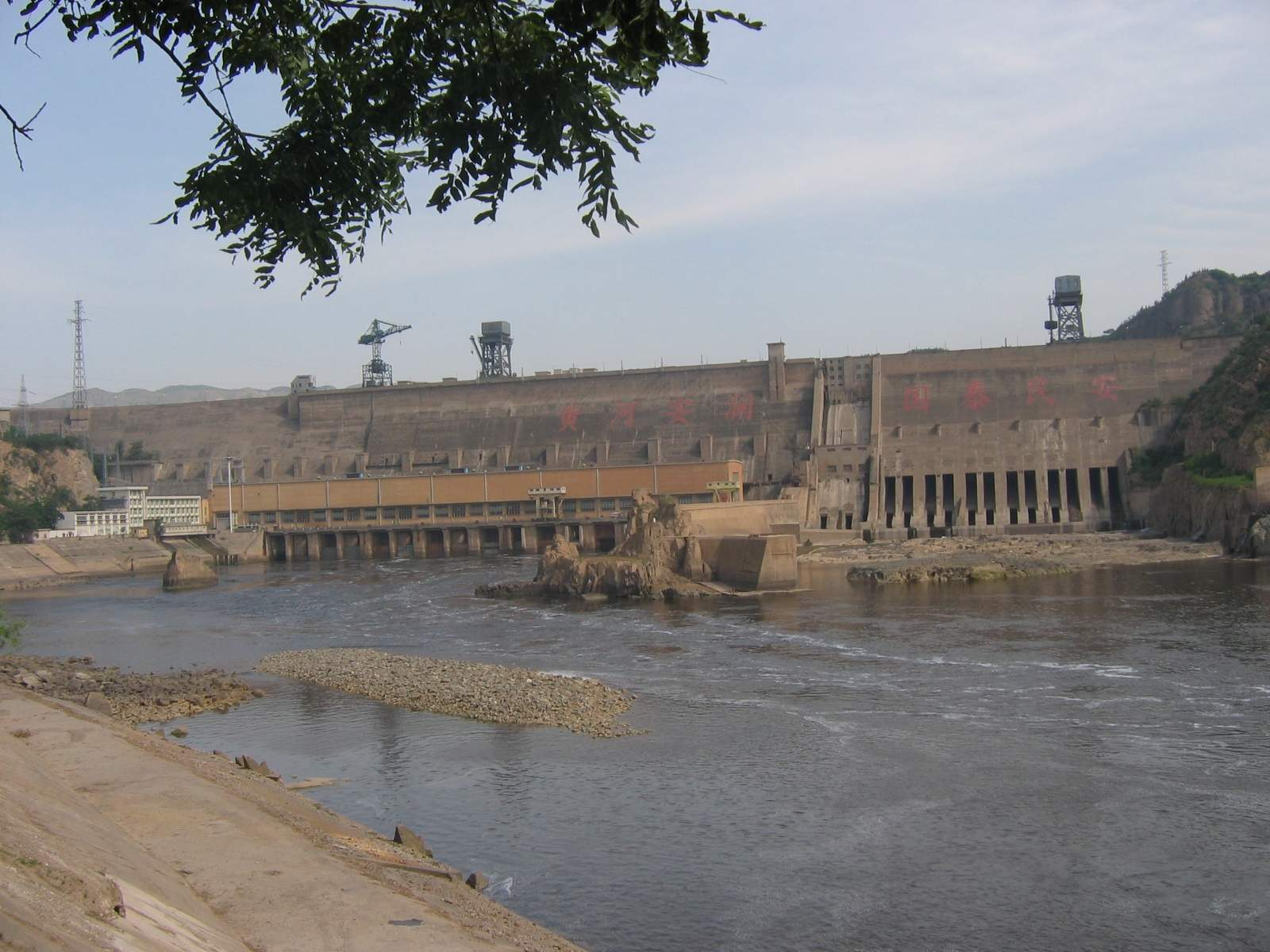
三门峡水利枢纽工程主体部分（正视）

- 1955年7月30日由第一届全国人民代表大会二次会议通过了《关于根治黄河水害和开发黄河水利的综合规划的决议》，修建三门峡工程的决策终于形成。委托苏联列宁格勒水电设计院设计，柯洛略夫被任命为三门峡水利枢纽设计总工程师。
- 1957年4月13日，工程开工兴建，由中国水利水电工程建设总公司第十一工程局承建。
- 1958年12月截流成功。
- 1960年9月三门峡首次蓄水。
- 1961年4月大壩主體基本竣工。
- 1962年2月第一台15萬千瓦機組和110千伏開關站安裝完成，並投入運作。
- 1962年3月20日——从1960年三门峡水库首次使用，到1962年3月，一年半以来，水库中已经淤积泥沙15.3亿吨，远远超出预计。潼关高程抬高了4.4米，并在渭河河口形成拦门沙，渭河下游两岸农田受淹没和浸没，土地盐碱化。[3]為此国务院批准三门峡的运用方式由「蓄水拦沙」改为「滞洪排沙」，即汛期闸门全开敞泄，让洪水穿堂而过，在下游发生特大洪水仍需运用，凌汛期承担下游防浚任务。
- 1964年12月开始在枢纽的左岸增加两条泄流排沙隧洞，将原建的5~8号4条发电钢管改为泄流排沙钢管，简称为「两洞四管」[4]。天津勘测设计院负责改建设计。
- 1969年6月开始又实施第二次改建，挖开1~8号施工导流底孔，1~5号机组进水口高程由300米降到287米
- 1973年10月后采取“蓄清排浑”运用方式。
- 1978年底，全部五台发电机组安装完毕。
- 1990年后，又陆续打开了9~12号底孔。

### 2003年至現在[1]
- 2003年8月27日至10月，渭河流域發生了50多年來最為嚴重的水災。有1080萬畝農作物受災，225萬畝農作物絕收。這次洪水造成了多處決口，數十人死亡，515萬人口受災，直接經濟損失達23億元。但是這次渭河洪峰僅相當於三五年一遇的洪水流量，因而陝西省方面將這次水災的原因歸結為三門峽高水位運用，導致潼關高程居高不下，渭河倒灌以至於「小水釀大災」。
- 2003年10月，水利部在鄭州召開了「潼關高程控制及三門峽水庫運用方式專題調研會」[5]。水利部副部長索麗生表示：「三門峽水庫建成後取得了很大效益，但這是以犧牲庫區和渭河流域的利益為代價的。渭河變成懸河，主要責任就是三門峽水庫。」[6]
- 2004年2月4日，陝西省15名人大代表提案建議三門峽水庫停止蓄水。
- 2004年3月5日，在陝西的全國政協委員聯名向全國政協十屆二次會議提案，建議三門峽水庫立即停止蓄水發電，以徹底解決渭河水患。

## 争议

### 贡献
三门峡水库是黄河上修建的第一座以防洪、防凌、供水、灌溉、发电为目标的综合大型水利枢纽。多年来，通过水库的调节，对于黄河下游防洪防凌安全、沿黄河城市工业和农业用水、下游河道及河口地区生态平衡等方面，作出了贡献。在水库调度、机组抗磨蚀等方面取得了一定的的成果，为多泥沙河流水库如何长期保持有效库容、长期保持水库寿命，做出了探索。

### 问题

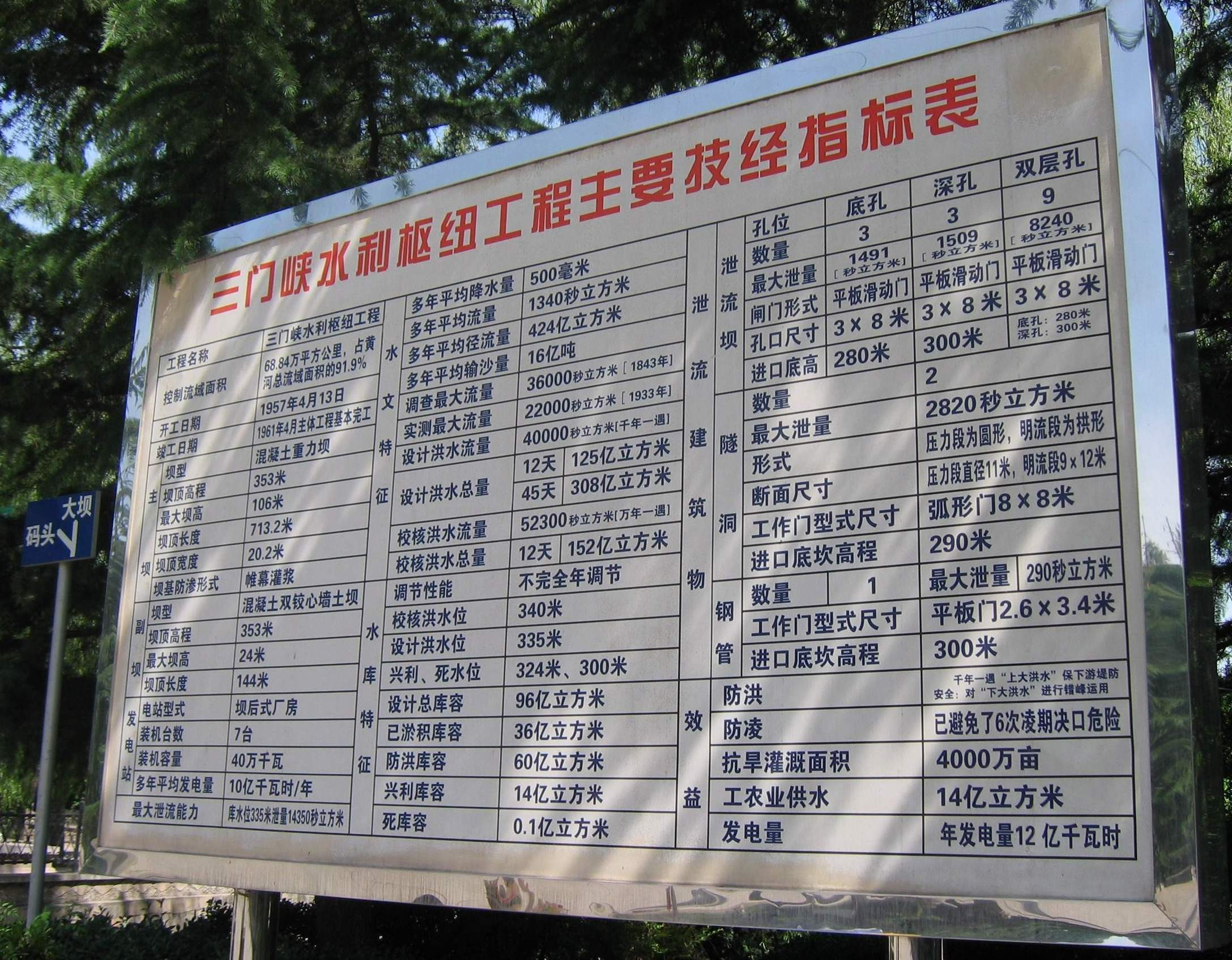
三门峡水利枢纽工程主要技经指标表

从准备建设三门峡工程开始，就有一些专业人士反对在三门峡建设大坝。其中以清华大学教授黄万里最具有代表性，他在水利部召集的学者和水利工程师会议上反对修建三门峡大坝，并批评政府邀请的苏联专家的规划。原因包括三门峡大坝的主要技术是依靠前苏联列宁格勒水电设计院，而该院并没有在黄河这样多沙的河流上建造水利工程的经验。黄河泥沙淤积等一系列问题决定了三门峡水利枢纽的建设是不符合实际的存在潜在危险的决策。
另一個被外界認為反對建設三門峽水庫的水利專家，是現任黄河水利委员会设计院的溫善章，但此說法亦得到更正。據溫善章本人所述，他並沒有反對建造水庫。在三門峽建立水庫，是當時所有水利部專家的共識。只不過在具體技術問題上，他和主流的水利部專家產生分歧，主要針對原先三門峽大壩設計的「高壩」方案，主張「低壩、小庫、滯洪、排沙」方案，旨在放棄一點大壩高度，減少若干庫容，少淹一點上游的土地，儘量保護關中平原百姓的利益，將移民人數降低到15萬人以下。他覺得當時水利專家對於下游的災害看得重了，相反對於上游百姓可能遭受的損失，尤其是移民的問題，看得輕了。
除此之外，當時「中國水利」雜誌編輯部對1957年6月10日至24日召開的「三門峽水利樞紐討論會」會議記錄中，可查閱到70名水利專家學者有溫善章、黃萬里、葉永毅、梅昌華、方宗岱、張壽蔭、王潛光、王屯、楊洪潤、嚴愷、李蘊之等十多人，明確表示了不同意三門峽360米高壩方案。對黃萬里關於「潼關以上將大淤，並不斷向上游發展」； 張壽蔭的「回水離開西安40—50公里，淤積也可能在西安附近發生」；以及梅昌華關於移民等問題的警告等等發言都有記錄。
儘管出席會議的專家，幾乎都預見三門峽大壩今後可能出現的所有問題，但1957年正值反右運動最盛的時候，大部分與會者受到政治因素的影響，並不太願意公然對三門峽大壩的技術問題提出反對意見。
1958年，在三门峡工程开工一年后，陕西仍在极力反对三门峡工程。理由是：沿黄流域水土保持好就能解决黄河水患问题，无须修建三门峡工程。但三门峡工程并没有因此停止。1960年，大坝基本竣工，并开始蓄水。1961年下半年，陕西的担忧变成现实：15亿吨泥沙全部铺在了从潼关到三门峡的河道里，潼关的河道抬高，渭河成为悬河。关中平原的地下水无法排泄，田地出现盐碱化甚至沼泽化。
三门峡水电站作为中华人民共和国第一项大型水利工程，有人说是一个败笔。但作为中国治理黄河的第一个大工程，其探索方法、积累经验的作用是不可小看的，丹江口、小浪底、葛洲坝、三峡等大工程都从它那里得到了极其宝贵的经验教训。水利部副部长索丽生在郑州会议上强调：「三门峡水库建成后取得了很大效益，但这是以牺牲库区和渭河流域的利益为代价的。三门峡水库在运用方式上的调整，不是对三门峡水库的否定，而是更加合理的运用。这不是追究谁的责任的问题，而是怎么看待并在以后尽量避免犯错的问题。」
规划和设计的先天不足，迫使工程在投入运用不久就不得不进行两次改建，三次改变运用方式。1964年12月决定在枢纽的左岸增加两条泄流排沙隧洞，将原建的5~8号4条发电钢管改为泄流排沙钢管，简称为「两洞四管」。1969年6月又决定实施第二次改建，挖开1~8号施工导流底孔，1~5号机组进水口高程由300米降到287米。1990年之后，又陆续打开了9~12号底孔。

#### 移民
2010年初，作家谢朝平与《火花》下月刊编辑部商谈，以增刊方式自费印刷一万册《大迁徙》。此书主要描写三门峡水库建成五十多年的移民故事。结果书籍被渭南市文化稽查队以“杂志属非法出版物”的名义没收。同时三门峡库区各县市人民政府从移民家里搜走《大迁徙》。7月24日，山西省新闻出版局通知《火花》杂志社，停止出版下半月刊。8月，作家谢朝平被拘。

### 近况
- 2003年10月11日，水利部召集陕、晋、豫三省相关部门及部分专家学者，在郑州召开了「潼关高程控制及三门峡水库运用方式专题调研会」。[5]
- 2004年，陕西人大代表建议三门峡水库立即停止蓄水发电，请求国家采取综合治理措施，以彻底解决渭河水患。[12]
- 水利部黄河水利委员会也承认目前三门峡工程对渭河下游地区带来了一定程度的不良影响。[13]
- 中国科学院和工程院院士张光斗和工程院院士钱正英都支持废弃三门峡水库。[14]